# Nicoly Aprigio da Silva
Nicoly Aprigio da Silva (Araraquara, 14 de abril de 1997) é uma jogadora de futebol brasileira.
Em 2015, ela foi campeã da Copa Libertadores da América atuando pelo clube Ferroviária. Nicoly integrou a Seleção Brasileira na Copa do Mundo de Futebol Sub-20 de 2016. A seleção foi emilimanda nas quartas de final.